# Канадейское сельское поселение
Канаде́йское се́льское поселе́ние — муниципальное образование в составе Николаевского района Ульяновской области. Административный центр — село Канадей.

## Население
| 2010  | 2012  | 2013  | 2014  | 2015  | 2016  | 2017  |
| ----- | ----- | ----- | ----- | ----- | ----- | ----- |
| 3174  | ↘3074 | ↘3050 | ↘3001 | ↘2938 | ↘2867 | →2867 |
| 2018  | 2019  | 2020  | 2021  |       |       |       |
| ↘2828 | ↘2804 | ↘2770 | ↘2594 |       |       |       |

## Состав сельского поселения
В состав поселения входят 7 населённых пунктов: 2 села и 5 посёлков.
| № | Населённый пункт     | Тип населённого пункта       | Население |
| - | -------------------- | ---------------------------- | --------- |
| 1 | Вязовой              | посёлок                      | 180       |
| 2 | Канадей              | село, административный центр | ↘2017     |
| 3 | Клин                 | посёлок                      | 182       |
| 4 | Клин                 | посёлок                      | 29        |
| 5 | Крутец               | посёлок                      | 439       |
| 6 | Куроедовские Выселки | посёлок                      | 0         |
| 7 | Прасковьино          | село                         | 327       |